# Flèches dans la programmation fonctionnelle
 (octobre 2023).
Le contenu est difficilement compréhensible vu les erreurs de traduction, qui sont peut-être dues à l'utilisation d'un logiciel de traduction automatique.
En informatique les flèches fournissent une interface plus générale au calcul que les monades. Les monades fournissent une interface séquentielle au calcul ; on peut construire un calcul à partir d'une valeur, ou séquencer deux calculs. Les flèches fournissent plus de possibilités, dont l'expression
de calcul parallèle non déterministe. En effet, toutes les monades en Haskell sont des instances de
flèches du type ArrowApply. Comme les flèches comportent plus d'information que le type
résultat, leur composition peut être plus efficace par exemple en éliminant les fuites mémoire.

## Source
- (en) Cet article est partiellement ou en totalité issu de l’article de Wikipédia en anglais intitulé « Arrow (computer science) » (voir la liste des auteurs).